# Mitchell Ash
Mitchell G. Ash (* 26. September 1948 in New York City) ist ein US-amerikanischer Historiker, emeritierter Universitätsprofessor der Universität Wien, wissenschaftlicher Autor und Herausgeber.

## Leben
Ash studierte Geschichte und Wissenschaftsgeschichte an der Harvard University und der Freien Universität Berlin. Er war Teaching Fellow in Harvard und erwarb dort 1982 das Doktorat. Er arbeitete anschließend an der Universität Mainz und lehrte von 1984 bis 1996, zuletzt als Professor, an der University of Iowa. Er wurde nach Gastprofessuren in Berlin, Göttingen und Wien 1997 Ordentlicher Professor für Geschichte der Neuzeit an der Universität Wien, auf dem Lehrstuhl von Günther Hamann. Danach hatte er Gastprofessuren und Gastaufenthalte an der Hebrew University of Jerusalem, der University of California at Berkeley und Princeton University. 2016 wurde er emeritiert. Von 2018 bis 2021 war er Gastforscher am Großprojekt zur Geschichte der Max-Planck-Gesellschaft am Max-Planck-Institut für Wissenschaftsgeschichte in Berlin.
Ashs Forschungsschwerpunkte sind Allgemeine Wissenschaftsgeschichte, insbesondere die Rolle von Wissenschaft und Technik in der Geschichte und Beziehungen von Wissenschaft, Politik, Gesellschaft und Kultur im 19. und 20. Jahrhundert, Wissenschaftsemigration nach 1933 und Geschichte der Psychologie und Psychoanalyse. Seine neuesten Arbeiten befassen sich mit Wissenschaftswandlungen in politischen Umbruchzeiten im 20. Jahrhundert. Ash ist seit 2000 Ordentliches Mitglied der Berlin-Brandenburgischen Akademie der Wissenschaften und seit 2016 der Europäische Akademie der Wissenschaften und Künste (European Academy of Sciences and Arts) und war Mitherausgeber der Reihe Cambridge Studies in the History of Psychology. Von 1997 bis 2016 war er Leiter der Arbeitsgruppe für Wissenschaftsgeschichte am Institut für Geschichte der Universität Wien. Von 1998 bis 2019 war er Vorstandsmitglied der Österreichischen Gesellschaft für Wissenschaftsgeschichte. Von 2002 bis 2008 war er Präsident der Gesellschaft für Wissenschaftsgeschichte. Von 2006 bis 2016 war er Vizepräsident, seit 2017 ist er Präsident der Ignaz-Lieben-Gesellschaft für Wissenschaftsgeschichte in Wien.
Er ist Mitglied der Wissenschaftlichen Beiräte mehrerer Fachzeitschriften sowie des Beirats des oberösterreichischen Think Tanks Academia Superior.

## Schriften (Auswahl)
- Die Max-Planck-Gesellschaft im Prozess der deutschen Vereinigung 1989–2002. Eine politische Wissenschaftsgeschichte, Vandenhoeck & Ruprecht, Göttingen 2023, ISBN 978-3-525-30209-5.
- (Hrsg.): Science in the Metropolis. Vienna in Transnational Context 1848–1918. Taylor & Francis, New York 2021.
- mit Josef Ehmer (Hrsg.): Universität – Politik – Gesellschaft. 650 Jahre Universität Wien – Aufbruch in das neue Jahrhundert. Vienna University Press, Wien 2015, ISBN 978-3-8471-0413-1.
- mit Jan Surman (Hrsg.): The Nationalization of Scientific Knowledge in the Habsburg Empire (1848–1918). Palgrave Macmillan, Basingstoke 2012, ISBN 978-0-230-28987-1.
- (Hrsg.): Materialien zur Geschichte der Psychoanalyse in Wien nach 1938 (Materials on the History of Psychoanalysis in Vienna 1938–1945). Brandes & Apsel, Frankfurt am Main 2012, ISBN 978-3-86099-945-5.
- (Hrsg.): Psychoanalyse in totalitären und autoritären Regimes. Brandes & Apsel, Frankfurt am Main 2010, ISBN 978-3-86099-638-6.
- mit Wolfram Nieß und Ramon Pils (Hrsg.): Geisteswissenschaften im Nationalsozialismus. Das Beispiel der Universität Wien. Vienna University Press bei V&R unipress, Göttingen 2010, ISBN 978-3-89971-568-2.
- (Hrsg.): Mensch, Tier und Zoo. Der Tiergarten Schönbrunn im internationalen Vergleich vom 18. Jahrhundert bis heute. Böhlau, Wien 2008, ISBN 978-3-205-77614-7.
- mit Thomas Sturm (Hrsg.): Psychology's Territories. Historical and Contemporary Perspectives from different Disciplines. Lawrence Erlbaum, Mahwah, NJ 2006.
- (Hrsg.): Hochschulen und Wissenschaften im Nationalsozialismus. Stand der Forschung und Projekte in Österreich. Institut für Geschichte der Universität Wien, Wien 2003.
- mit Christian Stifter (Hrsg.): Wissenschaft, Politik und Öffentlichkeit. Von der Wiener Moderne bis zur Gegenwart. Wiener Universitätsverlag, Wien 2002.
- mit Lothar Dittrich (Hrsg.): Menagerie des Kaisers, Zoo der Wiener. 250 Jahre Tiergarten Schönbrunn. Pichler-Verlag, Wien 2002.
- (Hrsg.): Mythos Humboldt. Vergangenheit und Zukunft der deutschen Universitäten. Böhlau, Wien 1999, ISBN 3-205-98915-5.
- mit Alfons Söllner (Hrsg.): Forced Migration and Scientific Change. Emigre, German-Speaking Scientists after 1933. Cambridge University Press, Cambridge/New York 1996.
- Gestalt Psychology in German Culture 1890–1967. Holism and the Quest for Objectivity. Cambridge University Press, Cambridge/New York 1995. Neuauflage 2007: ISBN 978-0-521-64627-7 (Ausgezeichnet mit dem Morris D. Forkosch Prize der Zeitschrift Journal of the History of Ideas für das beste Buch im Bereich der 'Intellectual History' im Jahre 1995).
- mit William R. Woodward (Hrsg.): Psychology in twentieth-century thought and society. Cambridge University Press, Cambridge 1987, ISBN 0-521-32523-4.
- mit Ulfried Geuter (Hrsg.): Geschichte der deutschen Psychologie im 20. Jahrhundert. Ein Überblick. Westdeutscher Verlag, Opladen 1985, ISBN 3-531-22128-0.